# Burg Ittenbach
Die Burg Ittenbach ist ein Mottenhügel auf der Merkenshöhe in Bad Honnef, Rhein-Sieg-Kreis. Ihre Anlage wird auf den Zeitraum 1050 bis 1250 datiert. Sie liegt 400 m nördlich der Löwenburg. Der Mottenhügel besteht aus zwei Geländekuppen und ist 372 Meter hoch. Vor den Geländekuppen befindet sich ein Wall mit Graben. Die Nordflanke von Burg Ittenbach wurde durch einen Steinbruch abgetragen. 
Burg Ittenbach gehört zur Natur- und Kulturlandschaft zwischen Siebengebirge und Sieg.